# جيم هيرد
جيم هيرد (بالإنجليزية: Jim Herd)‏ هو منتج تلفزيوني أمريكي، ولد في 24 مارس 1939.